# 中国驻奥地利大使馆
中华人民共和国驻奥地利共和国大使馆（德語：Botschaft der Volksrepublik China in der Republik Österreich），简称中国驻奥地利大使馆，是中华人民共和国驻奥地利的外交代表机构。

## 机构设置
中国驻奥地利大使馆设置下列机构：
- 政治新闻处
- 科技教育文化处
- 经济商务处
- 武官处
- 领事侨务处
- 办公室